# 리노이에 다카시
리노이에 다카시(일본어: 李家 孝, 1859년 3월 28일~1978년 2월 18일)는 일본의 기업인이다. 미쓰비시 제강의 명예회장을 역임했다.